# Descent-Gletscher
Der Descent-Gletscher ist ein kurzer und steiler Gletscher im ostantarktischen Viktorialand. Er fließt zwischen dem Briggs Hill und dem Condit-Gletscher vom Descent-Pass zum Ferrar-Gletscher.
Seinen Namen erhielt der Gletscher in Erinnerung an den abenteuerlichen Abstieg (englisch descent), den die von Albert Armitage geführte Mannschaft im Jahr 1902 bei der Discovery-Expedition (1901–1904) über diesen Gletscher unternahm. Der Name scheint dagegen erst auf Kartenmaterial der Terra-Nova-Expedition (1910–1913) enthalten zu sein. Beide Forschungsreisen wurden vom britischen Polarforscher Robert Falcon Scott geleitet.